# 塩見直紀
塩見 直紀（しおみ なおき、1965年4月4日 - ）は、半農半Ｘ提唱者。
半農半Ｘコンセプトは国内外にひろがり、政策化される。Local AtoZ Makerとして、古典的編集手法AtoZやアイデアブック（地域資源から新しいアイデアを生み出す問題集）を使ったローカルメディア、教材開発をおこなう。半農半Ｘ研究所代表、総務省地域力創造アドバイザー。京都府綾部市出身。

## 経歴
皇學館大学文学部国史学科（日本古代史専攻／律令時代の官職制度研究）卒。龍谷大学大学院政策学研究科（NPO・地方行政コース）修了（政策学修士）。京都市立芸術大学大学院美術研究科（メディア・アート領域）博士後期課程単位取得退学。美術博士。
1989年より株式会社フェリシモに約10年勤務。1999年、故郷の綾部にUターン。2000年、半農半Ｘ研究所設立。同年、里山ねっと・あやべ（NPO法人）立ち上げに参画。都市農村交流や移住促進、綾部里山交流大学、市内外への情報発信、地域資源調査、市のブランディング等をおこなう。
2016年より5年間、福知山公立大学地域経営学部地域経営学科特任准教授、2021年より1年間、北九州市立大学地域共生教育センター特任教員をつとめる。

## 著書

### 単著
・『半農半X的　これからの生き方キーワードAtoZ（かんがえるタネ4）』農文協、2023
・『塩見直紀の京都発コンセプト88―半農半Ｘから１人１研究所まで』京都新聞出版センター、2023
・『半農半Ｘという生き方【決定版】』ちくま文庫、2014　※2003年の文庫版
・『半農半Ｘという生き方　実践編』半農半Ｘパブリッシング、2013　※2006年の新装版
・『半農半Ｘという生き方』ソニー・マガジンズ新書、2008　※2003年の新書版
・『綾部発　半農半Ｘは人生の歩き方88』遊タイム出版、2007
・『半農半Ｘという生き方　実践編』ソニー・マガジンズ、2006
・『半農半Ｘという生き方』ソニー・マガジンズ、2003

### 編著、共著
・『半農半Ｘ―これまで・これから』（編著）創森社、2021
・『新基本計画はコロナ時代を見据えているか』農林統計、2021
・『実践者が語る 半農半Ｘのいまとこれから』（編著）よもぎ書店、2019
・『日本農業への問いかけ－』ミネルヴァ書房、2014
・『農力検定』コモンズ、2012
・『就職しない生き方』インプレス、2012　※インタビュー集
・『本来農業宣言』コモンズ、2009
・『土から平和へ―みんなで起こそう農レボリューション』（編著）コモンズ、2009
・『京の田舎ぐらし－18の新しいライフスタイル』京都新聞出版センター、2008
・『自給再考―グローバリゼーションの次は何か』農文協、2008
・『半農半Ｘの種を播く―やりたい仕事も、農ある暮らしも』（編著）コモンズ、2007
・『青年帰農～若者たちの新しい生きかた』農文協、2002

### 翻訳本
・単著『半農半Ｘという生き方【決定版】』＝韓国2015、ベトナム2022
・単著『半農半Ｘという生き方』＝台湾2006、中国2013、2016
・単著『綾部発　半農半Ｘな人生の歩き方』＝台湾2013、中国2015
・共著『自給再考―グローバリゼーションの次は何か』＝韓国、2010

### ワークブック
・「スモールビジネスのつくり方 問題集」スモールビジネス女性起業塾、2017
・「ローカルビジネスデザイン研究所のつくり方」綾部ローカルビジネスデザイン研究所、2017
・「ＡｔｏＺが世界を変える！」綾部ローカルビジネスデザイン研究所、2017
・「じぶん資源とまち資源の見つけ方」綾部ローカルビジネスデザイン研究所、2016
・「ローカルビジネスのつくり方問題集」綾部ローカルビジネスデザイン研究所、2015
・「かくまちBOOK～「書く」という観点からのまちづくり」半農半Ｘパブリッシング、2012
・「半農半Ｘデザインブック～翼と根っこと」半農半Ｘパブリッシング、2008

### Local AtoZシリーズ
- 「塩見直紀AtoZ」（2018）
- 「AtoZスケッチ～自分AtoZをつくろう」（2020）
- 「これからを生きるためのAtoZ」（2020）
- 「26の問いから考える１人１研究所NOTE（2021）」

AtoZ専用ホームページ（https://atozconcept.net/）
- 地域資源から新しいアイデアを生み出す問題集【全国市町村編】福知山編（2018）
- 市区町村編（　　～　　）
- 明智光秀公と福知山IDEABOOK（2020）

専用ホームページで公開中（https://ideabookconcept.net/）
- 福知山公立大学ゼミ
- コンセプトゼミ（2020）
- エックス系移住（2019）